# Division I 1995-1996
La Division I 1995-1996 è stata la 93ª edizione della massima serie del campionato belga di calcio disputata tra il settembre 1995 e il maggio 1996 e conclusa con la vittoria del Club Bruges, al suo decimo titolo.
Capocannoniere del torneo fu Mario Stanić (Club Bruges), con 20 reti.

## Formula
Come nella stagione precedente le squadre partecipanti furono 18 e disputarono un turno di andata e ritorno per un totale di 34 partite.
Le ultime tre classificate retrocedettero in Division 2.
Le società ammesse alle coppe europee furono otto: la squadra campione si qualificò alla UEFA Champions League 1996-1997, tre alla Coppa UEFA 1996-1997, la vincitrice della coppa nazionale alla Coppa delle Coppe 1996-1997 e altre tre squadre alla coppa Intertoto 1996.

## Classifica finale
|    | Classifica      | G  | V  | N  | P  | GF | GS | Dif | Pt |
| -- | --------------- | -- | -- | -- | -- | -- | -- | --- | -- |
| 1  | Club Bruges     | 34 | 25 | 6  | 3  | 83 | 30 | 53  | 81 |
| 2  | Anderlecht      | 34 | 22 | 5  | 7  | 83 | 37 | 46  | 71 |
| 3  | Germinal Ekeren | 34 | 15 | 8  | 11 | 53 | 37 | 16  | 53 |
| 4  | RWD Molenbeek   | 34 | 13 | 14 | 7  | 43 | 29 | 14  | 53 |
| 5  | Lierse SK       | 34 | 14 | 10 | 10 | 54 | 45 | 9   | 52 |
| 6  | Standard Liegi  | 34 | 13 | 12 | 9  | 51 | 46 | 5   | 51 |
| 7  | Charleroi       | 34 | 13 | 11 | 10 | 59 | 53 | 6   | 50 |
| 8  | Cercle Brugge   | 34 | 13 | 10 | 11 | 51 | 47 | 4   | 49 |
| 9  | KFC Lommel      | 34 | 14 | 6  | 14 | 40 | 45 | -5  | 48 |
| 10 | KV Mechelen     | 34 | 12 | 8  | 14 | 40 | 46 | -6  | 44 |
| 11 | KRC Harelbeke   | 34 | 13 | 4  | 17 | 40 | 48 | -8  | 43 |
| 12 | Eendracht Aalst | 34 | 11 | 9  | 14 | 51 | 58 | -7  | 42 |
| 13 | Anversa         | 34 | 11 | 9  | 14 | 38 | 46 | -8  | 42 |
| 14 | Gent            | 34 | 10 | 11 | 13 | 39 | 49 | -10 | 41 |
| 15 | Sint-Truiden    | 34 | 11 | 7  | 16 | 42 | 60 | -18 | 40 |
| 16 | Seraing         | 34 | 8  | 5  | 21 | 35 | 75 | -40 | 29 |
| 17 | KSK Beveren     | 34 | 6  | 9  | 19 | 38 | 57 | -19 | 27 |
| 18 | KSV Waregem     | 34 | 4  | 9  | 21 | 30 | 70 | -40 | 21 |

### Verdetti
- Club Brugge campione del Belgio 1995-96.
- Seraing, Beveren e KSV Waregem retrocesse in Division II.